# Estação Unidad Deportiva
A Estação Unidad Deportiva é uma das estações do VLT de Guadalajara, situada em Guadalajara, entre a Estação Santa Filomena e a Estação Urdaneta. Administrada pelo Sistema de Tren Eléctrico Urbano (SITEUR), faz parte da Linha 1.
Foi inaugurada em 1º de setembro de 1989. Localiza-se no cruzamento da Avenida Cólon com a Estrada Lázaro Cárdenas. Atende os bairros Del Sur, Cólon e Fraccionamiento Cólon Industrial.